# Торндайк, Сибил
Дама Агнес Сибил Торндайк, леди Кассон (англ. Agnes Sybil Thorndike, Lady Casson, 24 октября 1882[…], Гейнсборо, Линкольншир, Великобритания — 9 июня 1976[…], Челси, Великобритания) — британская актриса, считающаяся одной из выдающихся фигур британского театра первой половины XX века, благодаря многочисленным ролям в шекспировских трагедиях.

## Биография

### Юные годы
Сибил Тордайк родилась в городе Гейнсборо английского графства Линкольншир в семье каноника Рочестерского собора Артура Торндайка и Агнес Макдоналд. Она получила образование в Рочестерской гимназии для девочек, где также обучалась игре на фортепиано, ради которого еженедельно посещала уроки музыки в Гилдхоллской школе музыки и театра (Лондон).
Она дала своё первое публичное выступление как пианистка в возрасте 11 лет, но в 1899 году из-за частых спазмов в руках во время игры ей пришлось бросить пианино. По совету своего брата, актёра и писателя Рассела Торндайка, Сибил Торндайк решила стать актрисой.

### Карьера
В 21 год ей предложили первый профессиональный контракт: тур по США вместе с актёром-менеджером Беном Гритом, у которого она обучалась театральному искусству в «Академии Бен Грита», и другими актёрами. Её первое выступление на сцене произошло в 1904 году в спектакле Грита по комедии Уильяма Шекспира «Виндзорские насмешницы». За время этих четырёхлетних гастролей она исполнила 112 ролей из шекспировского репертуара.
В 1908 году Сибил заметил драматург Джордж Бернард Шоу, когда она заменила исполнительницу главной роли в спектакле по «Кандиде» во время его турне, в ходе которого она познакомилась со своим будущим мужем, Льюисом Кассоном. В декабре этого же года они поженились. В браке родилось четверо детей: Джон (1909—1999), Кристофер (1912—1996), Мэри (1914—2009) и Энн (1915—1990).
Она была в труппе Энни Хорниман в Манчестере (1908—1909 и 1911—1913), участвовала в бродвейских постановках в 1910 году, играла в спектаклях лондонского театра Олд Вик (1914—1918), играя главные роли в произведениях Шекспира и других авторов. После войны она сыграла Гекубу в «Троянках» Еврипида (1919—1920), позже, в 1920—1922 годах, Сибил и её муж исполнили главные роли в британской версии французского спектакля «Гран-Гиньоль».
В кино дебютировала в кино лентой «Моль и ржавчина» (1921), появившись в большом количестве немых фильмов следующем году, в том числе в киноверсиях книг «Холодный дом», «Собор Парижской Богоматери», «Макбет», «Венецианский купец» и «Алая буква».
В 1924 году она вернулась на сцену в заглавной роли в спектакле по пьесе Джорджа Бернарда Шоу «Святая Иоанна», чью заглавную героиню драматург специально написал для Торндайк. Постановка имела большой успех, и Сибил исполняла эту роль вплоть до 1941 года. В 1927 году она появилась в короткометражной экранизации пьесы, где была показана сцена в соборе.
В 1927 году она появилась в короткометражной экранизации пьесы Джорджа Бернарда Шоу «Святая Жанна», в которой показана сцена в соборе. Среди её наиболее заметных киноработ можно выделить роль сестры Эдит Кавелл в «Рассвете» (1928), Эллен в «Розе Тюдоров» (1936), генерал Бейнс в «Майоре Барбаре» (1941), миссис Гилл в «Страхе сцены», королева Виктория в «Мельба» (1952) и вдовствующая королева в «Принце и танцовщице» (1957, премия Национального совета кинокритиков США за лучшую женскую роль второго плана). Её последняя роль в кино была в фильме «Дядя Ваня» 1963 года.

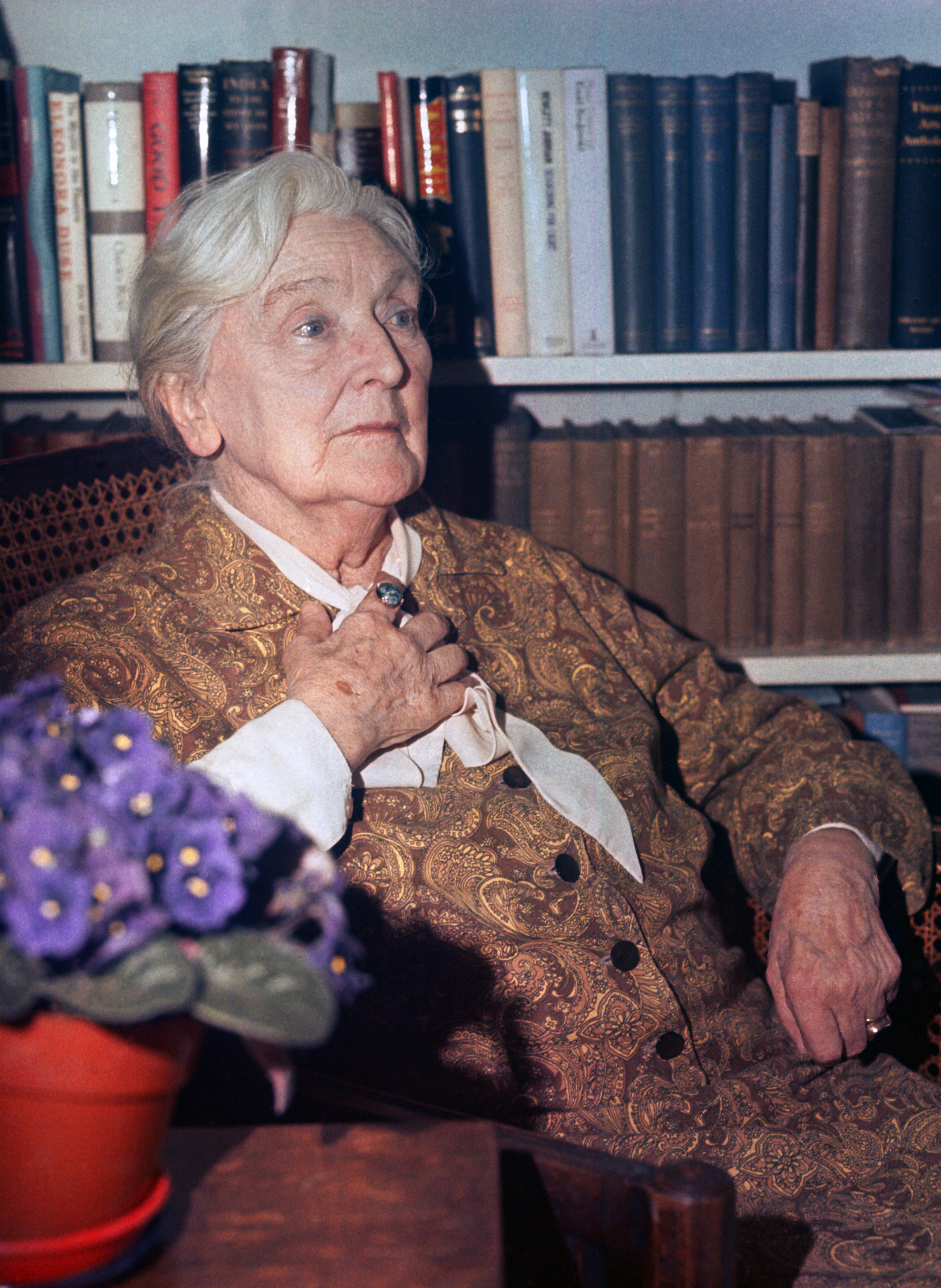
На фото Аллана Уоррена в 1972 году

Сибил Торндайк и Льюис Кассон были активными членами Лейбористской партии, а также сторонниками левых взглядов. Когда всеобщая забастовка британских рабочих не позволила Торндайк выйти на сцену в роли Жанны д’Арк, то они оба поддержали забастовщиков. Несмотря на оппозиционные взгляды, в 1931 году была удостоена титула Дама-Командор. Также была известна как пацифист.

### Поздние годы
Во время Второй мировой войны вместе с мужем гастролировала с шекспировскими спектаклями, пока в 1944 году не вступила в труппу переехавшего в новое здание театра Олд Вик, который тогда возглавили Ральф Ричардсон и Лоренс Оливье. Она и в дальнейшем продолжала играть в спектаклях. Она также провела гастроли по Австралии и ЮАР, прежде чем снова выступить с Оливье в постановке по чеховскому «Дяде Ване» в Чичестере в 1962 году. В 1966 году в Лондоне Торндайк сделала свой последний спектакль с мужем — «Мышьяк и старые кружева». В последний раз она выходила на сцену в 1969 году в постановке «Жила-была старушка» в городе Летерхед, тогда же местному театру было присвоено её имя. В этом же 1969 скончался её муж сэр Льюис Кассон.
Её последняя роль была в телефильме 1970 года «Великий неподражаемый мистер Диккенс» с Энтони Хопкинсом в главной роли. В том же году она была стала Кавалером Почёта. Она и её муж были одной из немногих пар, в которой каждый из супругов был обладателем этого ордена. Ей также была присуждена почётная степень Манчестерского университета в 1922 году и почётное звание доктор литературы Оксфордского университета в 1966 году.
Дама Сибил Торндайк умерла в своей квартире в Лондоне 9 июня 1976 года и была похоронена в Вестминстерском аббатстве.
В британском фильме 2011 года «7 дней и ночей с Мэрилин» роль Дамы Сибил Торндайк исполнила английская актриса Джуди Денч.

## Фильмография
| Год  |   | Русское название                     | Оригинальное название                        | Роль                  |
| ---- | - | ------------------------------------ | -------------------------------------------- | --------------------- |
| 1921 | ф | Моль и ржавчина                      | Moth and Rust                                | миссис Бренд          |
| 1922 | ф | Макбет                               | Macbeth                                      | леди Макбет           |
| 1922 | ф | Венецианский купец                   | The Merchant of Venice                       | леди Портия           |
| 1928 | ф | Заря                                 | Dawn                                         | медсестра Эдит Кавелл |
| 1929 | ф |                                      | To What Red Hell                             | миссис Феирфилд       |
| 1931 | ф | Парижские джентльмены                | A Gentleman of Paris                         | Лола Дюваль           |
| 1941 | ф | Майор Барбара                        | Major Barbara                                | генерал Бейнс         |
| 1947 | ф | Жизнь и приключения Николаса Никльби | The Life and Adventures of Nicholas Nickleby | миссис Сквирс         |
| 1949 | ф | Запретная улица                      | The Forbidden Street                         | миссис Маунси         |
| 1950 | ф | Страх сцены                          | Stage Fright                                 | миссис Гилл           |
| 1951 | ф | Леди с лампой                        | The Lady with a Lamp                         | мисс Босанкет         |
| 1951 | ф | Оставшийся в тени                    | The Magic Box                                | сиделка               |
| 1952 | ф | Дикое сердце                         | The Wild Heart                               | миссис Марстон        |
| 1953 | ф | Мельба                               | Melba                                        | королева Виктория     |
| 1957 | ф | Принц и танцовщица                   | The Prince and the Showgirl                  | вдовствующая королева |